# Ciclism la Jocurile Olimpice de vară din 2024 - Keirin masculin
Cursa ciclistă de keirin masculin de la Jocurile Olimpice de vară din 2024 a avut loc în perioada 10-11 august 2024 pe Vélodrome de Saint-Quentin-en-Yvelines, Paris.

## Program
Orele sunt ora Franței (UTC+1) 
| Data                     | Timp    | Etapă              |
| ------------------------ | ------- | ------------------ |
| Sâmbătă, 10 august 2024  | 17:00   | Primul tur         |
| Sâmbătă, 10 august 2024  | urmează | Recalificări       |
| Duminică, 11 august 2024 | 11:00   | Sferturi de finală |
| Duminică, 11 august 2024 | urmează | Semifinale         |
| Duminică, 11 august 2024 | urmează | Finale             |

## Rezultate

### Primul tur

#### Seria 1
| Loc | Ciclist           | Țară      | Diferență | Note |
| --- | ----------------- | --------- | --------- | ---- |
| 1   | Matthew Glaetzer  | Australia |           | CSF  |
| 2   | Jeffrey Hoogland  | Olanda    | +0.011    | CSF  |
| 3   | Kaiya Ota         | Japonia   | +0.031    | R    |
| 4   | Jaïr Tjon En Fa   | Surinam   | +0.263    | R    |
| 5   | Rayan Helal       | Franța    | +0.942    | R    |
|     | Azizulhasni Awang | Malaezia  | DS        |      |

#### Seria 2
| Loc | Ciclist             | Țară           | Diferență | Note |
| --- | ------------------- | -------------- | --------- | ---- |
| 1   | Harrie Lavreysen    | Olanda         |           | CSF  |
| 2   | Jack Carlin         | Marea Britanie | +0,361    | CSF  |
| 3   | Sébastien Vigier    | Franța         | +0,535    | R    |
| 4   | Zhou Yu             | China          | +0,819    | R    |
| 5   | Andrey Chugay       | Kazahstan      | +1,166    | R    |
| 6   | Maximilian Dörnbach | Germania       | +1,191    | R    |

#### Seria 3
| Loc | Ciclist            | Țară           | Diferență | Note |
| --- | ------------------ | -------------- | --------- | ---- |
| 1   | Matthew Richardson | Australia      |           | CSF  |
| 2   | \|Shinji Nakano    | Japonia        | +0,119    | CSF  |
| 3   | Liu Qi             | China          | +0,157    | R    |
| 4   | Hamish Turnbull    | Marea Britanie | +0,353    | R    |
| 5   | James Hedgcock     | Canada         | +0,400    | R    |
| 6   | Jean Spies         | Africa de Sud  | +1,506    | R    |

#### Seria 4
| Loc | Ciclist           | Țară               | Diferență | Note |
| --- | ----------------- | ------------------ | --------- | ---- |
| 1   | Mikhail Iakovlev  | Israel             |           | CSF  |
| 2   | Kevin Quintero    | Columbia           | +0,330    | CSF  |
| 3   | Kwesi Browne      | Trinidad și Tobago | +0,427    | R    |
| 4   | Jai Angsuthasawit | Thailanda          | +0,510    | R    |
| 5   | Nick Wammes       | Canada             | +0,618    | R    |
| 6   | Luca Spiegel      | Germania           | +0,767    | R    |

#### Seria 5
| Loc | Ciclist                      | Țară               | Diferență | Note |
| --- | ---------------------------- | ------------------ | --------- | ---- |
| 1   | Nicholas Paul                | Trinidad și Tobago |           | CSF  |
| 2   | Mateusz Rudyk                | Polonia            | +0,023    | CSF  |
| 3   | Cristian Ortega              | Columbia           | +0,449    | R    |
| 4   | Sam Dakin                    | Noua Zeelandă      | +0,519    | R    |
| 5   | Vasilijus Lendel             | Lituania           | +3,197    | R    |
| 6   | Muhammad Shah Firdaus Sahrom | Malaezia           | REL       | R    |

### Recalificări

#### Seria 1
| Loc | Ciclist             | Țară          | Diferență | Note |
| --- | ------------------- | ------------- | --------- | ---- |
| 1   | Kaiya Ota           | Japonia       |           | CSF  |
| 2   | Sam Dakin           | Noua Zeelandă | +0,143    | CSF  |
| 3   | Jai Angsuthasawit   | Thailanda     | +0,188    |      |
| 4   | Maximilian Dörnbach | Germania      | +0,194    |      |
| 5   | Jean Spies          | Africa de Sud | +0,249    |      |

#### Seria 2
| Loc | Ciclist          | Țară           | Diferență | Note |
| --- | ---------------- | -------------- | --------- | ---- |
| 1   | Hamish Turnbull  | Marea Britanie |           | CSF  |
| 2   | Luca Spiegel     | Germania       | +0,069    | CSF  |
| 3   | Sébastien Vigier | Franța         | +0,120    |      |
| 4   | Vasilijus Lendel | Lituania       | +0,146    |      |
| 5   | Zhou Yu          | China          | RE        |      |

#### Seria 3
| Loc | Ciclist                      | Țară     | Diferență | Note |
| --- | ---------------------------- | -------- | --------- | ---- |
| 1   | Muhammad Shah Firdaus Sahrom | Malaezia |           | CSF  |
| 2   | Nick Wammes                  | Canada   | +0,014    | CSF  |
| 3   | Liu Qi                       | China    | +0,121    |      |
| 4   | Jaïr Tjon En Fa              | Surinam  | +0,144    |      |
| 5   | Rayan Helal                  | Franța   | RE        |      |

#### Seria 4
| Loc | Ciclist         | Țară               | Diferență | Note |
| --- | --------------- | ------------------ | --------- | ---- |
| 1   | James Hedgcock  | Canada             |           | CSF  |
| 2   | Cristian Ortega | Columbia           | +0,053    | CSF  |
| 3   | Andrey Chugay   | Kazahstan          | +0,090    |      |
|     | Kwesi Browne    | Trinidad și Tobago | NT        |      |

### Sferturi de finală

#### Seria 1
| Loc | Ciclist                      | Țară           | Diferență | Note |
| --- | ---------------------------- | -------------- | --------- | ---- |
| 1   | Jack Carlin                  | Marea Britanie |           | CS   |
| 2   | Matthew Glaetzer             | Australia      | +0,006    | CS   |
| 3   | Muhammad Shah Firdaus Sahrom | Malaezia       | +0,051    | CS   |
| 4   | Kaiya Ota                    | Japonia        | +0,059    | CS   |
| 5   | Mikhail Iakovlev             | Israel         | +0,215    |      |
| 5   | James Hedgcock               | Canada         | +0,310    |      |

#### Seria 2
| Loc | Ciclist          | Țară               | Diferență | Note |
| --- | ---------------- | ------------------ | --------- | ---- |
| 1   | Harrie Lavreysen | Olanda             |           | CS   |
| 2   | Hamish Turnbull  | Marea Britanie     | +0,089    | CS   |
| 3   | Cristian Ortega  | Columbia           | +0,138    | CS   |
| 4   | Shinji Nakano    | Japonia            | +0,261    | CS   |
| 5   | Nicholas Paul    | Trinidad și Tobago | +0,582    |      |
| 6   | Nick Wammes      | Canada             | +1,035    |      |

#### Seria 3
| Loc | Ciclist            | Țară          | Diferență | Note |
| --- | ------------------ | ------------- | --------- | ---- |
| 1   | Matthew Richardson | Australia     |           | CS   |
| 2   | Sam Dakin          | Noua Zeelandă | +0,346    | CS   |
| 3   | Mateusz Rudyk      | Polonia       | +0,444    | CS   |
| 4   | Luca Spiegel       | Germania      | +0,491    | CS   |
| 5   | Jeffrey Hoogland   | Olanda        | +0,514    |      |
| 6   | Kevin Quintero     | Columbia      | +0,554    |      |

### Semifinale

#### Semifinala 1
| Loc | Ciclist          | Țară           | Diferență | Note |
| --- | ---------------- | -------------- | --------- | ---- |
| 1   | Jack Carlin      | Marea Britanie |           | FA   |
| 2   | Matthew Glaetzer | Australia      | +0,345    | FA   |
| 3   | Shinji Nakano    | Japonia        | +0,364    | FA   |
| 4   | Cristian Ortega  | Columbia       | +0,470    | FB   |
| 5   | Sam Dakin        | Noua Zeelandă  | +0,644    | FB   |
| 6   | Mateusz Rudyk    | Polonia        | +2,528    | FB   |

#### Semifinala 2
| Loc | Ciclist                      | Țară           | Diferență | Note |
| --- | ---------------------------- | -------------- | --------- | ---- |
| 1   | Matthew Richardson           | Australia      | +0,582    | FA   |
| 2   | Harrie Lavreysen             | Olanda         | +0,234    | FA   |
| 3   | Muhammad Shah Firdaus Sahrom | Malaezia       | +0,437    | FB   |
|     | Hamish Turnbull              | Marea Britanie | NT        | FB   |
|     | Luca Spiegel                 | Germania       | NT        | FB   |
|     | Kaiya Ota                    | Japonia        | DS        |      |

### Finala pentru locurile 7-12
| Loc | Ciclist         | Țară           | Diferență | Note |
| --- | --------------- | -------------- | --------- | ---- |
| 7   | Cristian Ortega | Columbia       |           |      |
| 8   | Sam Dakin       | Noua Zeelandă  | +0,015    |      |
| 9   | Luca Spiegel    | Germania       | +0,147    |      |
| 10  | Mateusz Rudyk   | Polonia        | +0,248    |      |
|     | Hamish Turnbull | Marea Britanie | NS        |      |

### Finala pentru locurile 1-6
| Loc | Ciclist                      | Țară           | Diferență | Note |
| --- | ---------------------------- | -------------- | --------- | ---- |
| 1   | Harrie Lavreysen             | Olanda         |           |      |
| 2   | Matthew Richardson           | Australia      | +0,056    |      |
| 3   | Matthew Glaetzer             | Australia      | +0,881    |      |
|     | Jack Carlin                  | Marea Britanie | NT        |      |
|     | Shinji Nakano                | Japonia        | NT        |      |
| 6   | Muhammad Shah Firdaus Sahrom | Malaezia       | RE        |      |